# Carolina Mújica
Carolina Mújica Vallejo (Madrid, 14 settembre 1964) è un'ex cestista spagnola.

## Carriera
Con la Spagna ha disputato i Giochi olimpici di Barcellona 1992, i Campionati mondiali del 1994 e tre edizioni dei Campionati europei (1987, 1993, 1995).